# Diplodo
 (janvier 2024).
- Si vous ne connaissez pas le sujet, laissez ce bandeau (vous pouvez alors contacter les auteurs).
- Si vous supprimez le contenu mis en cause (vous pouvez préalablement contacter les auteurs),

argumentez précisément cette suppression dans la page de discussion
(un manque de référence n'est pas un argument ; une recherche réelle de référence doit avoir été effectuée, être formellement documentée).
 (janvier 2024).
Diplodo est une série télévisée d'animation en coproduction française-japonaise, créée par Jean Chalopin et Bruno Bianchi et diffusée en France en 156 épisodes de 6 minutes du lundi au samedi à 19h50 à partir du 14 mars 1988, puis en 26 épisodes de 26 minutes chaque dimanche à partir du 20 mars 1988 dans Amuse 3 sur FR3 et rediffusée sur Fox Kids puis diffusée sur TF! entre 1999 à 2003. Elle est basée sur la ligne de jouets japonaise Pocket Zaurus de Bandai.

## Synopsis
Les Diplodo sont de drôles de dinosaures évolués habitant la planète Diplou, une planète jumelle de la nôtre. Chacun d'eux possède un pouvoir très spécial. L'un peut agrafer des objets comme une agrafeuse, l'autre peut scotcher, un troisième fait des bulles... 
Aidés par les deux enfants de la Terre, Jeanne et Pierre, ils déjouent les plans maléfiques de Santos et de son armée de Zoradians. Santos essaye en vain de libérer le Grand Sorcier, un être maléfique qui se trouve prisonnier de la planète Diplou. Ne pouvant s'attaquer directement à Diplou, planète protégée derrière une barrière appelée Domolux, Santos provoque des désordres sur la planète Terre. Quand un phénomène étrange se produit sur Terre, le phénomène inverse se produit sur Diplou. Ainsi, s'il fait un soleil écrasant sur Terre, la planète Diplou est ravagée par des pluies torrentielles.

## Voix françaises

### Personnages principaux
- Marie Martine : Pierre
- Séverine Morisot : Jeanne
- Lionel Henry : Diplobulle (Diplodo rose)
- William Coryn : Diplografeuse (Diplodo bleu)
- Alain Flick : Diplodhesif (Diplodo orange)
- Gilles Tamiz : Diploperfo (Diplodo bleu foncé)
- Michel Gudin : Diplociseaux (Diplodo jaune), le père de Pierre
- Michel Beaune : Santos
- Daniel Sarky : Le Grand Sorcier
- Hélène Vanura : La mère de Pierre

Générique français interprété par Claude Vallois et Patrice Schreider

### Personnages secondaires
- Olivier Korol : Diplopince (Diplodo bleu-gris), Claude
- Daniel Brémont : L'instituteur, rôles divers
- Sylvain Clément : Alain (un copain de classe)
- Michel Vocoret : Gaspard (un zoradian)
- Nathalie Regnier : Jeanne (voix de remplacement)
- Éric Etcheverry : Diplografeuse (voix de remplacement)

## Personnages

### Personnages principaux
- Jeanne : Jeanne est une fille courageuse qui aime l'aventure et n'a peur de rien. Elle ne se laisse pas marcher sur les pieds. Très éveillée, elle aime rendre service et s'intéresse à tout. Pierre est son meilleur ami.
- Pierre : Pierre est un garçon timide et peureux. Ses camarades de classe aiment le charrier. L'aventure lui fait peur et il aimerait souvent se trouver ailleurs qu'en plein milieu de l'action. Il apprécie beaucoup Jeanne qui le protège et lui redonne confiance en lui-même.
- Diplobulle : Diplobulle est un Diplodo rose qui peut faire des bulles de savon suffisamment grandes et résistantes pour transporter un être humain. C'est lui qui commande les 5 Diplodo en mission spéciale. Il est souvent autoritaire.
- Diplociseau : Diplociseau est un Diplodo-ptérodactyle jaune au bec aiguisé, coupant comme une paire de ciseaux. Il est le "cerveau" de la troupe. Il a toujours la réponse dès qu'une énigme doit être résolue.
- Diplodhésif : Diplodhésif est un Diplodo-stégosaure orange qui peut produire du ruban adhésif avec sa bouche. Insatiable gourmand, il peut vider un frigo entier sans parvenir à se remplir la panse durablement.
- Diploperfo : Diploperfo est un petit Diplodo violet énergétique qui peut trouer avec ses dents n'importe quelle matière. Il adore foncer dans l'action, sans toujours bien réfléchir.
- Diplografeuse : Diplografeuse est un Diplodo bleu foncé qui peut agrafer n'importe quels objets ensembles. Il est râleur et ronchonne souvent quand on l'ignore trop ou quand on lui demande de faire quelque chose.
- Santos : Il joue les grands méchants, sûr de sa réussite et de sa force, et se fourre toujours dans des situations incommodes. Il traite ses fidèles soldats, les Zauradiens, comme des moins que rien, alors que lui-même est traité comme un moins que rien par le grand sorcier, à cause de ses échecs répétés.
- Le Grand sorcier : On ne connaît de lui que les yeux et la voix. On sait qu'il est prisonnier sur Diplou et possède des pouvoirs destructeurs qu'il n'aura jamais l'occasion de mettre en œuvre.

### Personnages secondaires
- L'escadrille de défense de Diplou : Les Diplodo de l'escadrille de défense de Diplou apparaîtrons ici et là au cours des épisodes, pour remplacer l'un de leurs camarades malade. On les reverra tous à la fin de la série, le dernier épisode se déroulant sur la planète Diplou. Sont connus :
  - Diplocolle, Diplodo-ptérodactyle vert au caractère de Don Juan et doués pour la recherche scientifique (épisodes 14, 26)
  - Diplogomme, Diplodo bleu clair, timide, qui gomme avec sa queue (épisodes 12, 26)
  - Diplodocompas, Diplodo vert-pomme avec un nœud dans la queue, un peu balourd (épisodes (?), 26)
  - Diploaimant, Diplodo jaune-orange vigoureux et aimanté (épisodes 16, 26)
  - Diplopince, Diplodo bleu foncé qui ne lâche plus une fois qu'il a attrapé un objet avec ses dents. (épisodes 15, 26)
  - Diplotaille, Diplodo bleu foncé aux dents coupantes qui taille les arbres sans problème.(épisodes 25, 26)
  - Diplocollant (?), Petit Diplodo avec des ailes de papillon qui colle comme la vitre du vaisseau des Diplodo.(épisodes (?), 26)
- Gapard : ce Zauradien un peu particulier aura l'audace de se rebeller contre son maître Santos dans l'épisode 24.
- Diplobrosse : Faux Diplodo rose, barbu, créé par Santos afin d'infiltrer et de détruire les Diplodo. Il se transforme un monstre métallique aux allures de dinosaure. (épisode 6)

## Épisodes
1. L'apparition des Diplodos
2. Des voix et des sons
3. La maladie de la faim
4. La révolte des appareils électriques
5. Les feux tricolores
6. À la recherche des Diplodos
7. Le soleil artificiel
8. Conflits de générations
9. Toujours plus petits
10. Le cheval de Troie
11. L'ère glaciaire
12. La boule noire
13. La machine à arrêter le temps
14. Une prise d'otage
15. Souriez à l'objectif
16. Le cours du temps
17. La terre à l'envers
18. Le rayon noir
19. Sens dessus dessous
20. Le prix de la tour Eiffel
21. L'eau aérienne
22. Le regard de la méduse
23. Le rayon zombie
24. L'antigravité
25. Les arbres volants
26. La dernière alerte